# Поликарбонаты
Поликарбонаты — группа термопластов, сложные полиэфиры угольной кислоты и двухатомных спиртов общей формулы (-O-R-O-CO-)n. Наибольшее промышленное значение имеют ароматические поликарбонаты, в первую очередь, поликарбонат на основе Бисфенола А, благодаря доступности бисфенола А, синтезируемого конденсацией фенола и ацетона.

## История возникновения
Первые упоминания о продукте, подобном поликарбонату, появились в XIX веке. В 1898 году получение поликарбоната впервые описал немецкий химик, изобретатель новокаина Альфред Эйнхорн. Тогда он работал у знаменитого химика-органика Адольфа фон Байера в Мюнхене и, занимаясь поиском обезболивающего средства из эфира, произвёл в лаборатории реакции хлорангидрида угольной кислоты с тремя изомерами диоксибензола и в осадке получил полимерный эфир угольной кислоты — прозрачное, нерастворимое и термостойкое вещество.
В 1953 году Герман Шнелл, специалист немецкой компании Bayer получил соединение поликарбоната. Этот полимеризированный карбонат оказался соединением, механические свойства которого не имели аналогов среди известных термопластов. В том же году поликарбонат запатентовали под маркой «Макролон».
Но в этом же 1953 году, всего несколькими днями позже, поликарбонат получил Дениель Фокс, специалист из известной американской компании General Electric. Возникла спорная ситуация. В 1955 году её удалось решить, и компания General Electric запатентовала материал под маркой поликарбонат «Лексан». В 1958 году Bayer, а затем в 1960 году General Electric пустили в промышленное производство технически пригодный поликарбонат. В дальнейшем права на «Лексан» были проданы компании SABIC (Саудовская Аравия).
Но это было всего лишь вещество-поликарбонат. До появления сотового (или ячеистого) поликарбоната как листового материала оставалось ещё долгих 20 лет.

В начале 1970-х годов в поисках альтернативы тяжёлому и хрупкому стеклу поликарбонатом заинтересовался Израиль, правительство которого активно поддерживало развитие сельского хозяйства и животноводчества в условиях жаркой пустыни. В частности, большое внимание уделялось теплицам, позволяющим выращивать растения в микроклимате, созданном с помощью капельного орошения. Стекло для изготовления теплиц было дорого и непрочно, акрил не мог удержать соответствующую температуру, а поликарбонат идеально для этого подходил. Тогда совместно General Electric (владельцами сырья поликарбоната торговой марки «Лексан») проводились опыты по производству прозрачных пластиковых изделий на оборудовании компании Polygal в Рамат Ха-Шофете и Мегиддо (Израиль). Обе компании подгоняли технологию под сырьё, а сырьё — под технологию. Так, в Израиле в 1976 году на заводе "POLYGAL" получили первый в мире сотовый лист из поликарбоната. После этого листы сотового поликарбоната быстро завоевали мир как превосходный строительный материал, а синтез работы израильских химиков и технологов лег в основу европейских и российских стандартов (ГОСТ) по сотовому поликарбонату.
Столкнувшись с проблемой разрушения поликарбоната под воздействием солнечного ультрафиолета, POLYGAL первыми нашли решение. На своем израильском заводе компания внедрила разработанную Bayer технологию коэкструзии. Эта технология позволяет "вплавлять" защитный слой в поликарбонатный лист, создавая единое целое. Такой подход обеспечивает надежную и долговечную защиту от УФ-излучения на протяжении всего срока службы материала, гарантируя его стойкость к солнечным лучам.

## Методы синтеза
Синтез поликарбоната на основе бисфенола А проводится двумя методами: методом фосгенирования бисфенола А и методом переэтерификации в расплаве диарилкарбонатов бисфенолом А.
В случае переэтерификации в расплаве в качестве исходного сырья используется дифенилкарбонат, реакцию проводят в присутствии щелочных катализаторов (метилат натрия), температуру реакционной смеси повышают ступенчато от 150 до 300 °C, реакцию проводят в вакуумированных реакторах периодического действия при постоянной отгонке выделяющегося в ходе реакции фенола. Полученный расплав поликарбоната охлаждают и гранулируют. Недостатком метода является относительно небольшая молекулярная масса (до 50 кДа) получаемого полимера и его загрязнённость остатками катализатора и продуктов термодеструкции бисфенола А.
Фосгенирование бисфенола А проводят в растворе хлоралканов (обычно хлористого метилена CH2Cl2) при комнатной температуре, существует две модификации процесса — поликонденсация в растворе и межфазная поликонденсация:
При поликонденсации в растворе в качестве катализатора и основания, связывающего выделяющийся хлороводород используют пиридин, гидрохлорид пиридина, образующийся в ходе реакции, нерастворим в хлористом метилене и по завершении реакции его отделяют фильтрованием. От остаточных количеств пиридина, содержащегося в реакционной смеси, избавляются отмыванием водным раствором кислоты. Поликарбонат высаждают из раствора подходящим кислородсодержащим растворителем (ацетоном и т. п.), что позволяет частично избавиться от остаточных количеств бисфенола А, осадок сушат и гранулируют. Недостатком метода является использование достаточно дорогого пиридина в больших количествах (более 2 молей на моль фосгена).
В случае фосгенирования в условиях межфазного катализа поликонденсация проводится в два этапа: сначала фосгенированием бисфенолята А натрия получают раствор смеси олигомеров, которые содержат концевые хлорформиатные -OCOCl и гидроксильные -OH группы, после чего проводят поликонденсацию смеси олигомеров в полимер.

## Переработка
При переработке поликарбонатов применяют большинство методов переработки и формовки термопластичных полимеров: литьё под давлением (производство изделий), выдувное литьё (разного рода сосуды), экструзию (производство профилей и плёнок), формовку волокон из расплава. При производстве поликарбонатных плёнок также применяется формовка из растворов — этот метод позволяет получать тонкие плёнки из поликарбонатов высокой молекулярной массы, формовка тонких плёнок из которых затруднена вследствие их высокой вязкости. В качестве растворителя обычно используют метиленхлорид.

## Мировое производство
Поликарбонаты являются крупнотоннажными продуктами органического синтеза, мировые производственные мощности в 2006 году составляли более 3 млн тонн в год.
Основные производители поликарбоната (2006):
| Производитель                       | Объём производства | Торговые марки                       |
| ----------------------------------- | ------------------ | ------------------------------------ |
| Bayer Material Science AG           | 900 000 т/год      | Makrolon, Apec, Bayblend, Makroblend |
| Sabic Innovative Plastics           | 900 000 т/год      | Lexan                                |
| Samyang Busines Chemicals           | 360 000 т/год      | Trirex                               |
| Dow Chemical / LG DOW Polycarbonate | 300 000 т/год      | Calibre                              |
| Teijin                              | 300 000 т/год      | Panlite                              |
| Всего                               | 3 200 000 т/год    |                                      |

## Применение
Благодаря сочетанию высоких механических и оптических качеств монолитный пластик также применяется в качестве материала при изготовлении линз, компакт-дисков, фар, компьютерных корпусов[уточнить], очков и светотехнических изделий. Наиболее популярный в России формат применения — листовой поликарбонат: ячеистый («сотовый поликарбонат» или замковые панели сотового поликарбоната) и сплошной (монолитный поликарбонат). Листовой поликарбонат применяется в качестве светопрозрачного материала в строительстве. Также материал используется там, где требуется повышенная теплоустойчивость. Это могут быть светопрозрачные вставки в кровлю и фасадные конструкции, теплицы, навесы, шумовые ограждения дорог и так далее. Разнообразность применения листового поликарбоната связана с уникальным комплексом свойств: прозрачность, легкость, прочность, гибкость, долговечность (при наличии УФ защитного слоя). ГОСТ Р 56712—2015 был введён в действие 1 мая 2016 года. Монолитный поликарбонат сертифицируется по ГОСТ Р 51136—2008.
Благодаря высокой прочности и ударной вязкости (250—500 кдж/м²) применяются в качестве конструкционных материалов в различных отраслях промышленности, используются при изготовлении защитных шлемов для экстремальных дисциплин вело- и мотоспорта. При этом для улучшения механических свойств применяются и наполненные стекловолокном композиции.
Стандартный поликарбонат не подходит для применений с длительным воздействием УФ-излучения. При этом происходит изменение оптических (помутнение, пожелтение) и механических (становится хрупким) свойств материала. Чтобы избежать этого, первичная смола может содержать УФ-стабилизаторы. Эти марки продаются как УФ-стабилизированный поликарбонат для литьевых и экструзионных компаний. Также поликарбонатные листы могут содержать анти-УФ-слой в качестве специального покрытия для повышения устойчивости к атмосферным воздействиям.
Поликарбонат был выбран в качестве материала для производства прозрачных вставок в медалях Зимних Олимпийских игр 2014 в Сочи, главным образом из-за его большого коэффициента теплового расширения, а также ввиду прочности, пластичности, удобства нанесения рисунка лазером.
- Несущая основа большинства оптических дисков изготовлена из поликарбоната
- Полимерные ёмкости для питьевой воды большой ёмкости изготовлены из поликарбоната, в отличие от малой ёмкости изготавливаемых из полиэтилентерефталата
- Теплица остеклённая листовым монолитным матовым поликарбонатом
- Лист сотового поликарбоната толщиной 6 мм
- Теплица из неокрашенного (бесцветного) сотового поликарбоната
- Золотая олимпийская медаль Зимних Олимпийских игр 2014 года в Сочи

## Размеры и масса сотового поликарбоната

### Размеры поликарбоната
Номинальная ширина стандартных панелей поликарбоната согласно ГОСТ Р 56712—2015 составляет 2100 мм. Номинальная длина: 6000 мм и 12000 мм. В продаже чаще всего встречаются следующие типоразмеры (данные в формате: ширина×длина×толщина, мм):
сотового:
- 2100×12000× от 4 до 25;
- 2100×6000× от 4 до 25;

монолитного:
- 2050×1250×1Л;
- 2050×3050× от 1,5 до 12.

### Масса поликарбоната
Масса сотового поликарбоната чаще всего измеряется для квадратного метра определённой толщины.
Согласно ГОСТ Р 56712—2015 масса составляет:
- толщина: 4 мм, масса квадратного метра: 0,8 кг;
- толщина: 6 мм, масса квадратного метра: 1,3 кг;
- толщина: 8 мм, масса квадратного метра: 1,5 кг;
- толщина: 10 мм, масса квадратного метра: 1,7 кг.